# Mycocentrospora varians
Mycocentrospora varians är en svampart som beskrevs av R.C. Sinclair & Morgan-Jones 1979. Mycocentrospora varians ingår i släktet Mycocentrospora, ordningen Pleosporales, klassen Dothideomycetes, divisionen sporsäcksvampar och riket svampar.   Inga underarter finns listade i Catalogue of Life.